# 山本圭
山本 圭（やまもと けい、1940年〈昭和15年〉7月1日 - 2022年〈令和4年〉3月31日）は、日本の俳優、声優。身長167cm、血液型はO型。有限会社活動屋所属。趣味は渓流釣り。
妻は囲碁棋士の小川誠子。長女もいる。父は山本勝巳、父方の叔父は山本薩夫。兄は山本學、弟は山本亘。

## 来歴・人物
大阪府大阪市生まれ。成蹊大学政治経済学部を中退。大学中退後、1960年に俳優座養成所第12期生となり、1963年に正式に入団（1980年に退団）。
1962年、叔父・薩夫監督の『乳房を抱く娘たち』でスクリーンデビュー。
1966年、テレビドラマ『若者たち』で三男・佐藤三郎役を演じて人気を獲得（1968年からの映画化三部作にも同役で出演）。世間に名を広めるとともに、第22回毎日映画コンクール男優助演賞を受賞。
内面に強さを秘めた人物像を演じている。
舞台俳優としてもシェイクスピア作品に多く出演（『ハムレット』のほか、1978年に男優のみの配役で行われた俳優座の公演『お気に召すまま』ではシーリア役を演じ、「女性の役をやるなんて思いもかけなかった」（1977年11月26日付朝日新聞）と話していたが、1993年の無名塾公演『リチャード三世』でも女性役のマーガレットを演じている）。かつて富次郎役で出演した映画『いのちぼうにふろう』の舞台公演『いのちぼうにふろう物語』には、名も無い男役で出演した。
テレビドラマでは主役級の脇役として活躍し、兄弟一家の後見人を演じた『ひとつ屋根の下』、ヒロインの父親を演じた『白線流し』などに出演した。
2022年3月31日午前9時20分、肺炎のため死去。81歳没。訃報は約1か月後の4月25日に所属事務所から公表された。

## 受賞歴
- 1962年（昭和37年）エランドール賞
- NHK映画新人賞：『陽のあたる坂道』（1968年）
- 第22回（1967年）毎日映画コンクール男優助演賞：『若者たち』、『君が青春のとき』、『陽のあたる坂道』

## 出演

### テレビドラマ
- 若もの 努の場合（1962年、TBS）
- 東芝日曜劇場（TBS）
  - ひとりっ子（1962年） - 主演・長沼新二 ※未放送作品だが各地で上演回が行われた。
  - 陰影（1963年、TBS）
- テレビ指定席：蛙（1964年、NHK）
- ただいま11人（1964年 - 1967年、TBS）
- 若者たち（1966年、フジテレビ） - 佐藤三郎
- おんなの劇場：霧の旗（1969年、フジテレビ）
- おれの義姉さん（1970年、フジテレビ）
- 恐怖劇場アンバランス第6話「地方紙を買う女」（1973年、フジテレビ） - 木沢
- 日曜ゴールデンシリーズ 愛といのち（1973年、TBS） - 南信隆
- 水戸黄門（TBS）
  - 第4部 第33話「長槍始末記 -古河-」（1973年） - 小宮市之介
  - 第38部 第2-3、5、9話（2008年） - 伊之助
- 日本沈没（1974年 - 1975年、TBS） - 邦枝助教授
- 鬼平犯科帳’75 第４話「だましあい」- 勘次
- 座頭市物語第20話「女親分と狼たち」（1975年、フジテレビ） - 幸助
- 影同心 第25話「相合傘の殺し節」（1975年、毎日放送） - 猪之助
- 青春の門（1976年、毎日放送） - 金朱烈
- お耳役秘帳第3話「復讐の若者」（1976年、関西テレビ） - 扇左近
- 銀河テレビ小説（NHK）
  - 「女の一生」（1977年） - 伸太郎
  - 優しさごっこ（1980年） - 柿畑二郎
  - わが歌ブギウギ （1987年） - 服部良一
- たんぽぽ（1977年、日本テレビ）
- 太陽にほえろ!第350話「高校時代」（1979年、日本テレビ） - 北川
- 新・座頭市第3シリーズ 第9話「雨の船宿」（1979年） - 右三郎
- 白昼の死角（1979年、毎日放送） - 隅田光一
- 土曜ワイド劇場（テレビ朝日）
  - 「悪女の仮面」（1980年） - 鳴海一彦
  - 女弁護士・朝吹里矢子第4シリーズ「三重逆転!完全犯罪」（1980年） - 藤村
  - 「海底の死美人・ヒット曲は殺しのテープ」（1980年）
  - 「松本清張の危険な斜面」（1982年） - 秋場文作
  - 「隠しカメラの人妻 行きずりの情事が死を招く!」（1985年）
  - 「嫁・姑殺人事件 結婚10年目に知った夫の秘密」（1985年） - 原田
  - 「西村京太郎トラベルミステリー 山陽・東海道殺人ルート」（1990年） - 及川俊郎
  - 「タクシードライバーの推理日誌29 塀の中からの乗客」（2011年7月2日） - 竹村英二
  - 「弁護士・森江春策の事件3 透明人間の完全犯罪!!」（2011年10月29日） - 長谷川洋三郎
  - 「おかしな刑事10 花笠まつり殺人事件」（2013年6月22日） - 川村雄三
  - 「救急救命士・牧田さおり10」（2015年5月9日） - 三村幸男
  - 「京都南署鑑識ファイル9」（2015年6月20日） - 青柳省吾
- 傑作推理劇場「西村京太郎の殺人志願」（1980年、テレビ朝日） - 柴田巡査
- 松平右近事件帳第4話「怪盗暗闇吉三」（1982年、日本テレビ） - 平林信之助
- 火曜サスペンス劇場「沈黙は罠」（1984年、NTV / 東映）
- ニュードキュメンタリードラマ昭和 松本清張事件にせまる第16回「ゾルゲ国際諜報団事件」（1984年、テレビ朝日）
- 京都かるがも病院（1986年、テレビ朝日）第4話「それは祇園祭りの日だった」 - 林医師
- 金曜女のドラマスペシャル「闇からの叫び コンピュータに狙われた花嫁」（1986年、フジテレビ）
- 花王愛の劇場「さよならママ」（1987年、TBS）
- ひとつ屋根の下 （1993年、フジテレビ） - 広瀬幸夫
- この愛に生きて（1994年、フジテレビ） - 盛田忠久
- 若者のすべて（1994年、フジテレビ）
- 輝く季節の中で（1995年、フジテレビ）
- 大河ドラマ（NHK）
  - 八代将軍吉宗（1995年） - 徳川綱條
  - 功名が辻（2006年） - 浅井久政
  - 天地人（2009年） - 吉江宗信
  - 八重の桜（2013年） - 山川兵衛
- 白線流し（1996年1月11日 - 3月21日、フジテレビ） - 七倉克彦[9]
  - 白線流し-二十歳の風-（1999年1月15日）[10]
  - 白線流し-旅立ちの詩-（2001年10月26日）
  - 白線流し-二十五歳（2003年9月6日）※写真のみ
  - 白線流し-夢見る頃を過ぎても（2005年10月7日）※回想のみ

- ひとり暮らし（1996年、TBS） - 花淵尚史
- ひとつ屋根の下2（1997年、フジテレビ） - 広瀬幸夫
- 青の時代（1998年、TBS） - 本田幸造
- 彼女たちの時代（1999年、フジテレビ） - 羽村亮介
- リング〜最終章〜（1999年、フジテレビ） - 長尾城太郎
- ショムニ（2000年、フジテレビ） - 中之坊
- お登勢（2001年、NHK） - 新居与一助
- SMAP×SMAP特別編:Smap Short Films『治療』（2001年、フジテレビ）
- ロケット・ボーイ（2001年、フジテレビ） - 小林学
- 相棒（2002年、テレビ朝日） - 神林寿一朗
- ドレミソラ（2002年、毎日放送） - 榎本俊介
- 恋愛偏差値 第三章「彼女の嫌いな彼女」（2002年、フジテレビ） - 須崎本部長
- 恋におちたら〜僕の成功の秘密〜（2005年、フジテレビ） - 東條栄一
- 契約結婚（2005年、東海テレビ） - 伊吹達郎
- いま、会いにゆきます（2005年、TBS） - 榎田孝雄
- マチベン（2006年、NHK） - 太田正孝
- タイヨウのうた（2006年、TBS） - 榎戸真一
- DRAMA COMPLEX「コシノ家の闘う女たち」（2006年、日本テレビ） - 木元信二
- 月曜ゴールデン（TBS）
  - 十津川警部シリーズ37 特急あずさ殺人事件（2006年10月2日） - 内田聡介
  - 「浅見光彦シリーズ27 斎王の葬列」（2009年9月7日） - 喬木正隆
  - 「遺品整理人・谷崎藍子〜死者が遺したメッセージ〜」（2010年5月24日、毎日放送）
  - 「世直し公務員 ザ・公証人11」（2014年4月14日） - 長谷部宏
  - 特別企画「全盲の僕が弁護士になった理由〜実話に基づく感動サスペンス!〜」（2014年12月1日） - 皆川憲治
  - 特別企画「松本清張サスペンス・影の地帯」（2015年7月6日） - 田代昭三
- ヒミツの花園（2007年、関西テレビ） - 片岡亮
- どんど晴れ（2007年、NHK） - 吉田松太郎
- バンビ〜ノ!（2007年、日本テレビ） - 遠藤進
- SP 警視庁警備部警護課第四係（2007、フジテレビ） - 麻田雄三
- 真実の手記 BC級戦犯 加藤哲太郎「私は貝になりたい」（2007年、日本テレビ） - 篠田喜久雄
- 徳川風雲録 八代将軍吉宗（2008年、テレビ東京） - 徳川綱吉
- 絶対彼氏〜完全無欠の恋人ロボット〜（2008年、フジテレビ） - 浅元和志
- 白と黒（2008年、東海テレビ） - 桐生和臣
- パンドラ（2008年、WOWOW） - 緑川富士夫
- イノセント・ラヴ（2008年10月 - 12月、フジテレビ） - 山本医師
- 銭ゲバ（2009年1月 - 3月、日本テレビ） - 三國譲次
- 土曜プレミアム（フジテレビ）
  - 「誰も守れない」（2009年1月24日）
  - 「神戸新聞の7日間」（2010年1月16日） - 三木康弘・神戸新聞論説委員長
  - 「ストロベリーナイト アフター・ザ・インビジブルレイン 沈黙怨嗟 / サイレントマーダー」（2013年1月26日） - 堀井辰夫
- NHKスペシャル終戦ドラマ『気骨の判決』（2009年8月16日、NHK） - 司法大臣
- 借王〈シャッキング〉-銭の達人-（2009年10月10日 - 11月28日、WOWOW） - 越川源一郎
- オトメン（乙男）〜秋〜（2009年10月27日 - 11月3日、フジテレビ） - 咲山源次郎
- ドラマW「第三のミス〜まず石を投げよ〜」（2009年12月13日、WOWOW）
- ドラマスペシャル「やまない雨はない」（2010年3月6日、テレビ朝日）
- 花嫁のれん（2010年 - 2015年、東海テレビ） - 神楽辰夫
- スクール!!（2011年2月27日、フジテレビ） - 医師
- 土曜ドラマスペシャル「使命と魂のリミット（後編）」（2011年11月12日、NHK） - 神原正雄
- 運命の人（2012年1月-3月、TBS） - 八雲泰造
- 金曜プレステージ「ヤバい検事 矢場健〜ヤバケンの暴走捜査〜」（2012年2月24日、フジテレビ） - 小林泰造
- ヒューマンドラマ「奇跡のホスピス〜人生の"わすれもの"ってなんですか?〜」（2012年3月28日、毎日放送） - 太田哲敬
- カウンターのふたり第10話「最後の花言葉」（2012年9月1日、TwellV） - 北竿道夫
- よる☆ドラ「眠れる森の熟女」（2012年9月-10月、NHK） - 杉浦はじめ
- 高校入試（2012年10月-12月、フジテレビ） - 的場一郎
- 連続ドラマW「女と男の熱帯」（2013年1月-2月、WOWOW） - 尾上賢吾
- 水曜ミステリー9（テレビ東京）
  - 「旅行作家・茶屋次郎11 日光鬼怒川殺人事件」（2013年6月5日） - 中谷周平
  - 「軽井沢駐在犬日誌 飼い犬を誘拐…身代金1億円!?」（2015年11月4日） - 井岡宗一
- チーム・バチスタ4 螺鈿迷宮 第9話（2014年3月、フジテレビ） - 加賀博之
- 死神くん 第5話（2014年5月23日、テレビ朝日） - 佐藤留吉
- 狩猟雪姫（2014年11月29日、関西テレビ） - 山岸
- テレビ東京開局50周年特別番組「永遠の0」（2015年2月11日 - 15日、テレビ東京） - 武田貴則(現代)
- 警部補・杉山真太郎〜吉祥寺署事件ファイル 最終話（2015年3月23日、TBS） - 篠原医師
- 天使と悪魔-未解決事件匿名交渉課- 第8話（2015年5月29日、テレビ朝日） - 風見恒夫
- 警視庁捜査一課9係 season11 第1話（2016年4月6日、テレビ朝日） - 里中洸
- 月曜名作劇場（TBS） 
  - 「税務調査官・窓際太郎の事件簿30」（2016年4月11日） - 庄田克之
  - 「信濃のコロンボ5」（2017年） - 平沼武太郎
- ドクターX〜外科医・大門未知子〜 第4期 第2話（2016年10月20日、テレビ朝日） - 二岡日出夫 役
- やすらぎの郷（2017年、テレビ朝日） - 岩倉正臣
- 監査役野崎修平（2018年） - 橘一郎
- 花へんろ 特別編「春子の人形」（2018年8月4日、NHK BSプレミアム） - 早坂暁
- やすらぎの刻〜道（2019年 - 2020年、テレビ朝日） - 岩倉正臣／甲田正之（二役） ※遺作

### 映画
- 乳房を抱く娘たち（1962年） - 力
- 人間（1962年） - 三吉
- 続・忍びの者（1963年） - 森蘭丸

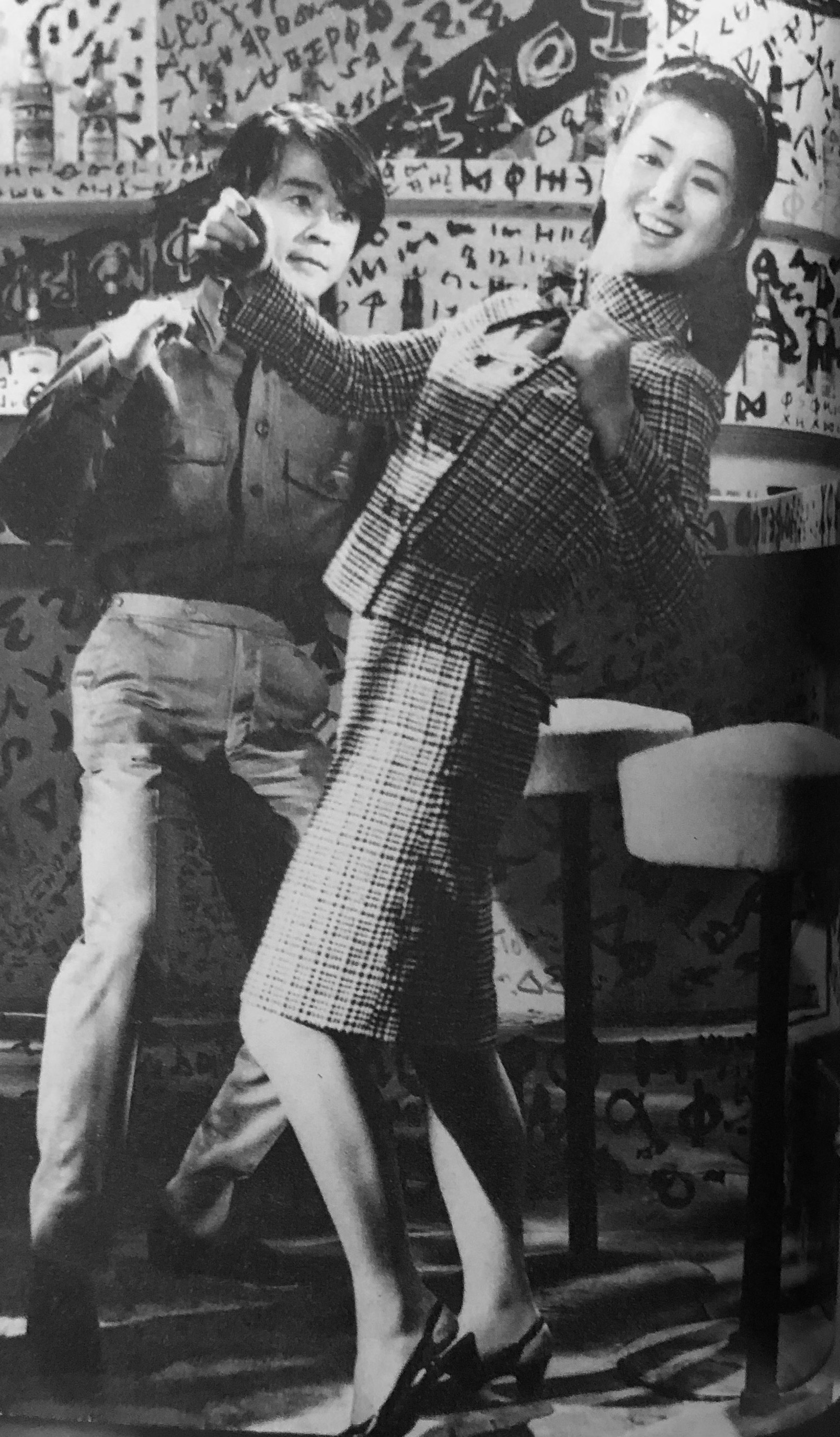
『君が青春のとき』（1967年）

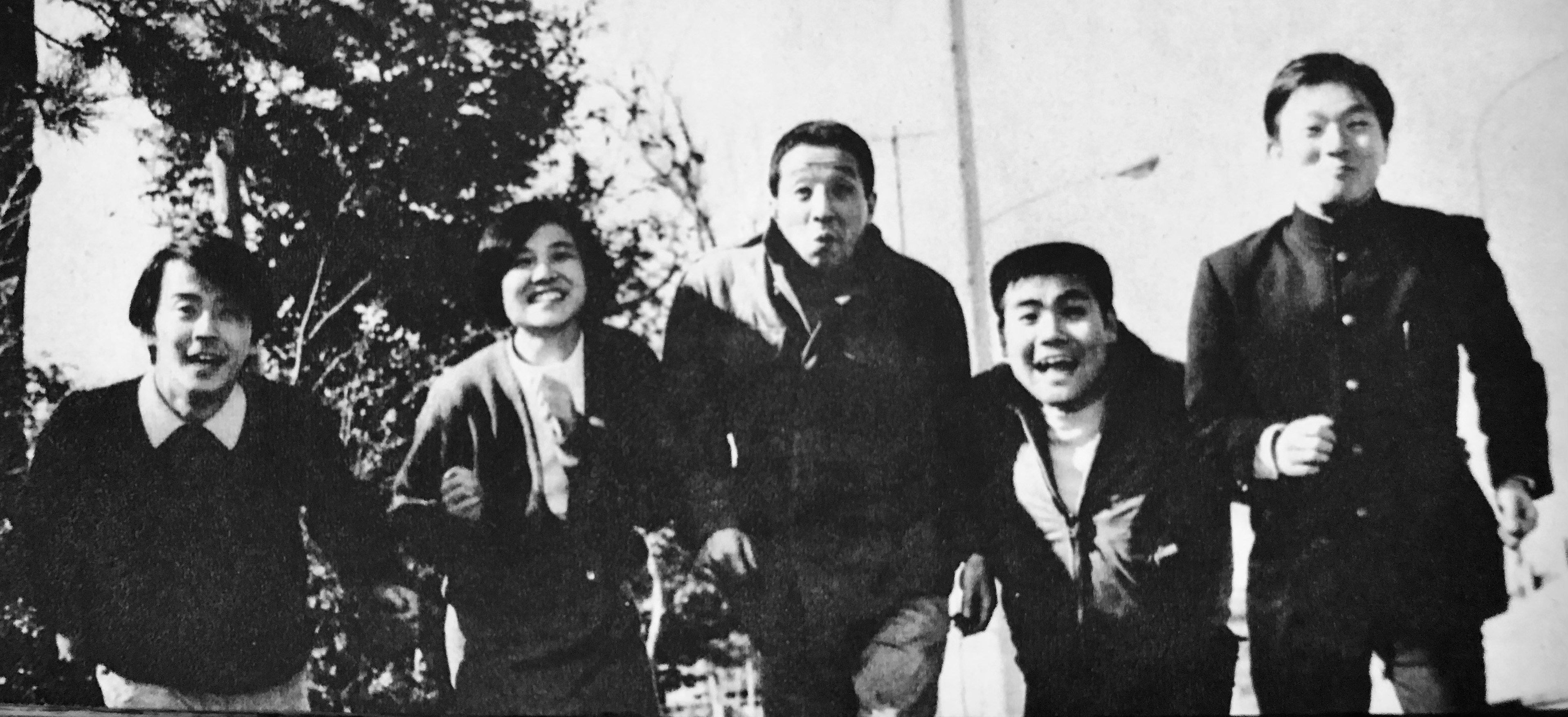
『若者たち』（1967年製作、1968年公開）

- 鏡の中の裸像（1963年） - 立花恵一
- 歌え若人達（1963年） - 平尾弘
- 武士道残酷物語（1963年） - 野田数馬
- 結婚式・結婚式（1963年） - 奥山史郎
- 二十一歳の父（1964年） - 酒匂基次
- 拝啓総理大臣様（1964年） - 杉本信一
- モンローのような女（1964年） - 孝太郎
- 美しさと哀しみと（1965年） - 大木太一郎
- スパイ（1965年） - 田口
- 徳川家康（1965年） - 木下藤吉郎
- 氷点（1966年） - 辻口徹
- 君が青春のとき（1967年） - ピン公
- 忍者武芸帳（1967年） - 結城重太郎
- 陽のあたる坂道（1967年） - 高木民夫
- 若者たち（1968年） - 佐藤三郎
- 人斬り（1969年） - 皆川一郎
- 若者はゆく 続若者たち（1969年） - 佐藤三郎
- 無頼漢（1970年） - 三文小僧
- 若者の旗（1970年） - 佐藤三郎
- いのちぼうにふろう（1971年） - 富次郎
- 戦争と人間 第2部 愛と悲しみの山河（1971年） - 標耕平
- 恋の夏（1972年） - 藤田次郎
- 戦争と人間 第3部 完結編（1973年） - 標耕平
- 小林多喜二（1974年） - 小林多喜二
- わが青春の時（1975年） - 江原望
- 新幹線大爆破（1975年） - 古賀勝
- 化石（1975年） - 岸昭彦
- 不毛地帯（1976年） - 塙駐在員
- 新どぶ川学級（1976年） - 秋田健一郎
- 皇帝のいない八月（1978年） - 石森宏明
- 事件（1978年） - 花井先生
- 翼は心につけて（1978年） - 森
- 野性の証明（1978年） - 古橋教授
- 俺たちの交響楽（1979年） - 渋谷勝彦
- 茗荷村見聞記（1979年） - 石田常吉
- 思えば遠くへ来たもんだ（1980年） - 雫石先生
- 俺とあいつの物語（1981年） - 鳴海育哉
- 日本の熱い日々 謀殺・下山事件（1981年） - 大島
- 鬼龍院花子の生涯（1982年） - 田辺恭介
- こんにちはハーネス（1983年） - 太田医師
- せんせい（1983年） - 高田医師
- 母さんの樹（1986年） - 川村浩
- 植村直己物語（1986年） - 脇田
- ハチ公物語（1987年） - 芹沢道郎
- 豪姫（1992年） - 細川忠興
- 遠き落日（1992年） - 血脇守之助
- 月光の夏（1993年） - 三池安文
- さくら（1994年） - 梶原医師
- ヒーローインタビュー（1994年） - 緒方
- 三たびの海峡（1995年） - ナレーション
- 宮澤賢治 その愛（1996年） - 関豊太郎
- 郡上一揆（2000年） - 善右衛門
- 大河の一滴（2001年） - 医師
- アイ・ラブ・ピース（2003年） - 中沢龍介
- ミラーを拭く男（2004年） - 木下庸司
- 草の乱（2004年） - 伊藤博文
- 予言（2004年） - 鬼形礼
- 春の雪（2005年） - 洞院宮治久王殿下
- 北辰斜にさすところ（2007年） - ナレーション
- ラストゲーム 最後の早慶戦（2008年） - 戸田栄達
- アフタースクール（2008年）
- シャッター（2008年）
- SP 野望編（2010年） - 麻田雄三
- 学校をつくろう（2011年） - 目賀田種太郎（老年期）
- SP 革命編（2011年） - 麻田雄三
- スイートハート・チョコレート（2012年、中国）
- たたら侍（2017年） - 長次郎

### 舞台
- 落ち葉日記（1966年、俳優座）
- ハムレット（1972年 / 1980年、俳優座）
- 戦争と平和（1973年、俳優座）
- 幽霊（1976年、俳優座）
- ケネディの子ら（1976年、俳優座）
- お気に召すまま（1978年、俳優座）
- マンドラゴラの毒の華（1981年、無名塾）
- マクベス（1982年、無名塾）
- ハムレット（1984年、無名塾）
- どん底（1985年 / 2000年、無名塾）
- 鹿鳴館異聞（1990年）
- リア王（1993年、銀座セゾン / 松竹）
- リチャード三世（1993年、無名塾）
- いのちぼうにふろう物語（1997年 / 2004年、無名塾）
- ウィンザーの陽気な女房たち（2001年、無名塾）
- 森は生きている（2003年、無名塾）

### テレビアニメ
- 青春アニメ全集（1986年） - 井上隊長

### 劇場アニメ
- ブンナよ、木からおりてこい（1987年） - パパ蛙
- チスト みどりのおやゆび（1990年） - ペール
- 金田一少年の事件簿 オペラ座館・新たなる殺人（1996年） - 黒沢和馬
- THE DOG OF FLANDERS フランダースの犬（1997年） - コゼツ

### 吹き替え
- ドクトル・ジバゴ： オマー・シャリフ - ユーリー・ジバゴ
- ジャッカルの日： エドワード・フォックス - ジャッカル  ※日本テレビ版（思い出の復刻版ブルーレイに収録）
- ディア・ハンター： ロバート・デ・ニーロ - マイケル  ※フジテレビ版（思い出の復刻版ブルーレイに収録）
- 警察署長： ウェイン・ロジャース - ウィル・ヘンリー・リー
- ケインとアベル： サム・ニール - ウィリアム・ケイン
- シェークスピア劇場 ハムレット： デレク・ジャコビ - ハムレット
- デイビッド・アッテンボロー
- シャーロック・ホームズの冒険： クリストファー・タボリ - サー・ヘンリー・バスカヴィル ※英国グラナダテレビ、第26話「バスカヴィル家の犬」

### 朗読
- 恋人たちの季節（1970年、LP）
- 新潮カセット&CD 一握の砂（2001年/CD）
- 朗読CDシリーズ「心の本棚」川柳の楽しみ（2004年/CD）

### ナレーション
- 感動のスポーツ50年史（1975年、キングレコード LP）
- 世界絵本箱 まほうつかいのノナばあさん（ヤマハ・ミュージック・アンド・ビジュアルズ）
- 母と子のテレビ絵本「どうぶつえんのいっしゅうかん」全8回（1990年、NHK）
- ムツゴロウとゆかいな仲間たちシリーズ（フジテレビ）
- とんねるずのみなさんのおかげです「ノリゴロウとゆかいな仲間たち」（1990年、フジテレビ）
- 風車の浜吉捕物綴（1992年、フジテレビ）
- SMAP×SMAP「イナゴロウさん」（1997年、関西テレビ・フジテレビ）
- NHKスペシャル「終戦60年企画 ZONE・核と人間」（2005年、NHK）
- おはなしの旅（NHK ラジオ第2）

### CM
- ハウス食品 シチュー・ド・ボー（夫婦で出演）
- 養命酒（兄、妻と共演）
- ローソン ウチカフェCM 実家編（2010年）

### その他
- 山本圭の小さな博物館（フジテレビ）
- すばらしき仲間（中部日本放送）
- 生活ほっとモーニング（NHK総合）
- 土曜ほっとワイド（NHK総合）
- 名曲のふるさと フランス編（NHK総合）
- 日本つり紀行（NHK-BS2）